# 哈馬勒亞山
71°56′S 4°57′E / 71.933°S 4.950°E
哈馬勒亞山，是南極洲的山峰，位於毛德皇后地的瑪塔公主海岸，屬於穆利格-霍夫曼山脈的一部分，根據挪威探險隊的測量和拍攝的空中照片繪入地圖，現時由南極條約體系管理。